# Powiat braniewski
Powiat braniewski – powiat w Polsce (województwo warmińsko-mazurskie) reaktywowany w 1999 w ramach reformy administracyjnej. Jego siedzibą jest miasto Braniewo. Powiat od strony północnej graniczy z obwodem królewieckim, od wschodu z powiatem bartoszyckim, od południowego wschodu z powiatem lidzbarskim, od zachodu z powiatem elbląskim, a od północnego zachodu z powiatem nowodworskim. Na terenie powiatu znajdują się dwa drogowe (w Gronowie i w Grzechotkach) oraz jedno kolejowe (w Braniewie) przejście graniczne z Federacją Rosyjską.
W latach 1945–1975 na terenie obecnych powiatów elbląskiego i braniewskiego istniał powiat pasłęcki
Według danych z 31 grudnia 2019 roku powiat zamieszkiwały 41 034 osoby. Natomiast według danych z 30 czerwca 2020 roku powiat zamieszkiwało 40 927 osób.

## Podział administracyjny
- gminy miejskie: Braniewo
- gminy miejsko-wiejskie: Frombork, Pieniężno
- gminy wiejskie: Braniewo, Lelkowo, Płoskinia, Wilczęta
- miasta: Braniewo, Frombork, Pieniężno

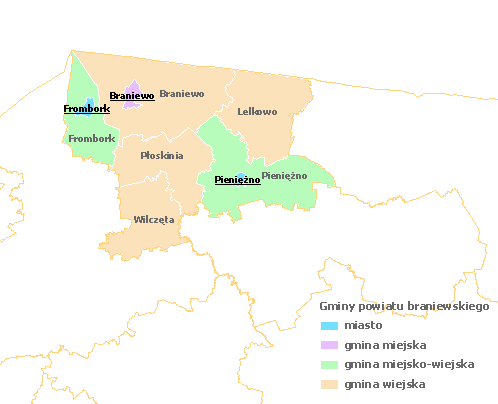
Gminy powiatu braniewskiego

## Historia
Powiat braniewski został utworzony postanowieniem Rady Ministrów w dniu 29 maja 1946 roku na terenie przedwojennych powiatów braniewskiego (Kreis Braunsberg) oraz świętomiejskiego (z tego drugiego 1/3 południowa część, która znalazła się po polskiej stronie granicy). Ówczesny powiat obejmował dwa miasta – Braniewo i Ornetę (od 1959 – trzy, gdy Frombork odzyskał prawa miejskie), dziewięć gmin wiejskich dzielących się na 98 gromad. Obszar powiatu obejmował 1299 km².
Zlikwidowany w wyniku reformy administracyjnej z 1975 roku, przywrócony 1 stycznia 1999 roku.

## Demografia
Powiat braniewski w liczbach (dane na dzień 30 czerwca 2014): 

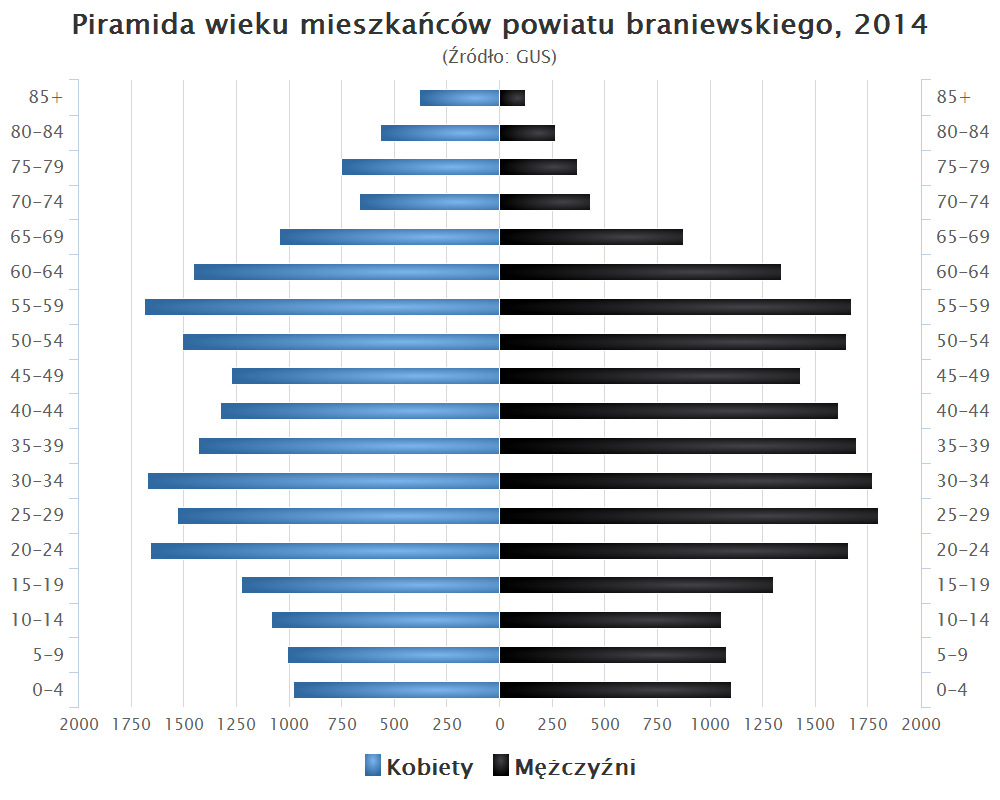
Piramida wieku mieszkańców powiatu braniewskiego w 2014 roku

Liczba ludności:
|        | Ogółem | Ogółem | Kobiety | Kobiety | Mężczyźni | Mężczyźni |
| osób   | %      | osób   | %       | osób    | %         |           |
| ------ | ------ | ------ | ------- | ------- | --------- | --------- |
| Ogółem | 42 569 | 100    | 21 321  | 50,09   | 21 248    | 49,91     |
| Miasto | 22 693 | 53,31  | 11 667  | 27,41   | 11 026    | 25,90     |
| Wieś   | 19 876 | 46,69  | 9654    | 22,68   | 10 222    | 24,01     |

▶Wieś vs ▶miasto
Ogółem (▶k, ▶m)
Miasto (▶k, ▶m)
Wieś (▶k, ▶m)

### Ludność w latach
- 1946 – ok. 20 000[a]
- 1970 – 50 100[a]
- 1971 – 50 200[a]
- 1972 – 51 200[a]

1975 – 1998 nie istniał
- 1999 – 46 082
- 2000 – 45 982
- 2001 – 46 117
- 2002 – 44 598
- 2003 – 44 391
- 2004 – 44 166
- 2014 – 42 569 (stan na 30 czerwca)